# سوي لي
سوي لي (25 أكتوبر 1980 - ) (بالصينية: 崔磊) هو لاعب كرة يد الصين. شارك في الألعاب الأولمبية الصيفية 2008.

## وصلات خارجية
- سوي لي على موقع اللجنة الأولمبية الدولية (الإنجليزية)
- سوي لي على موقع أوليمبيديا (الإنجليزية)